# 工業搖滾
工業搖滾（Industrial rock）是融合工業音樂與龐克搖滾的一種音樂類型。工業搖滾後來衍生出工業金屬，但這兩者常互相混淆。最早試著將工業音樂與搖滾結合在一起的是一些後龐克樂團，包括 Chrome、 Killing Joke、 the Swans 與 Big Black。
早期工業搖滾樂團有 The Young Gods、Swamp Terrorists、內閣樂團（Ministry）和九寸釘（Nine Inch Nails）。美國工業搖滾的興起是在1990年代中期。

## 音樂風格
工業搖滾通常使用電吉他、鼓和貝斯等樂器，並搭配白雜訊、電子音樂設備（合成器、sequencers、取樣器和鼓機）。吉他大量使用失真效果或其他的效果器。貝斯和鼓可能會在現場演唱使用，或是由電子音樂器材和電腦代替。工業搖滾常常結合機械和工業音效，這方式最早開始於1980年代早期的團體（SPK、新建築倒塌、Die Krupps、Test Dept 與 Z'ev），他們大量使用工業廢棄的金屬管、筒、或其他產品所製成的打擊樂器。

## 起源
工業音樂開始於1970年代中期至晚期，介於龐克搖滾革命與迪斯可熱潮之間，代表樂團有 Throbbing Gristle、Cabaret Voltaire 與 SPK。 之後，有許多音樂表演者將工業音樂元素與其他音樂結合在一起。
一些後龐克表演者發展出有工業音樂特色的音樂。Pere Ubu 的首張專輯《The Modern Dance》的曲風被形容為「工業」。 同樣的還有來自舊金山，混合吉米·罕醉克斯、性手槍、錄音帶音樂的 Chrome， 以及被知名樂評 Simon Reynolds 評論是「重金屬音樂的後龐克版 」的致命玩笑樂團。
之後陸續有其他樂團跟隨他們的腳步。 紐約樂團 Swans 受到本土無浪潮、龐克搖滾、噪音音樂（特別是 Whitehouse）、原始工業團體的啟發。 Steve Albini 的 Big Black 也踏上相似的道路， 他們音樂結合了美國硬核龐克 、後硬核、噪音搖滾。瑞士三人團體 The Young Gods 用取樣器代替電吉他， 他們也受到了硬核音樂與工業音樂的影響。

## 商業上的成功
工業搖滾最早的暢銷作品被認為是致命玩笑樂團的第五張專輯《Night Time》，獲得英國唱片工會銀唱片認證（銷售量超過6萬張）， 主要是由於夜總會熱門歌曲《Love Like Blood》。
工業搖滾真正成功打進商業市場是在工業金屬開始興起的時期，知名樂團如內閣樂團和九寸釘。

## 工業金屬
工業金屬融合了工業音樂和重金屬。音樂中常使用反覆的金屬吉他 riffs、取樣器、合成器或 sequencer，和扭曲唱腔。 早期的工業金屬團體有內閣樂團（Ministry）、 聖體樂團（Godflesh） 和 KMFDM。 工業金屬在1990年代逐漸受到歡迎，隨後在歐洲各地流行。工業金屬帶來的影響展現在許多其他音樂中，包括硬核龐克、華麗金屬和嘻哈。

## 外部連結
- Fabryka Industrial Rock webzine （页面存档备份，存于）